# Rita König
Rita König-Römer (Satu Mare, Rumanía, 12 de marzo de 1977) es una deportista alemana que compitió en esgrima, especialista en la modalidad de florete. Su esposo, Uwe Römer, y su hermana Susanne también compitieron en esgrima.
Participó en los Juegos Olímpicos de Sídney 2000, obteniendo una medalla de plata en la prueba individual y una de bronce en el torneo por equipos (junto con Sabine Bau y Monika Weber).
Ganó dos medallas en el Campeonato Mundial de Esgrima, oro en 1999 y bronce en 1997, y una medalla de plata en el Campeonato Europeo de Esgrima de 1998.

## Palmarés internacional
| Juegos Olímpicos   | Juegos Olímpicos            | Juegos Olímpicos  | Juegos Olímpicos    |
| Año                | Lugar                       | Medalla           | Prueba              |
| ------------------ | --------------------------- | ----------------- | ------------------- |
| 2000               | Sídney (Australia)          | Medalla de plata  | Florete individual  |
| 2000               | Sídney (Australia)          | Medalla de bronce | Florete por equipos |
| Campeonato Mundial |                             |                   |                     |
| Año                | Lugar                       | Medalla           | Prueba              |
| 1997               | Ciudad del Cabo (Sudáfrica) | Medalla de bronce | Florete por equipos |
| 1999               | Seúl (Corea del Sur)        | Medalla de oro    | Florete por equipos |
| Campeonato Europeo |                             |                   |                     |
| Año                | Lugar                       | Medalla           | Prueba              |
| 1998               | Plovdiv (Bulgaria)          | Medalla de plata  | Florete por equipos |